# رضوان منور
رضوان منور (پشتو: رضوان منور؛ زادهٔ ۱ ژانویهٔ ۱۹۶۴، ولایت کنر، افغانستان) یک موسیقی‌دان و خواننده پشتو زبان اهل افغانستان است. او فعالیت هنری خود را در زمینهٔ موسیقی در سال ۱۹۸۵ آغاز کرد. در سال ۱۹۹۳ در پی جنگ‌های داخلی افغانستان او به پاکستان مهاجرت کرد و در آنجا یک انجمن داوطلبانه خوانندگان افغان تأسیس کرد.